# Klaus-Jürgen Citron

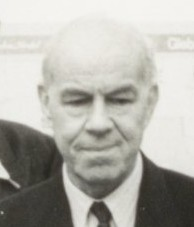
Dr. K.J. Citron (1991)

Klaus-Jürgen Citron (* 16. Mai 1929 in Berlin; † 11. Dezember 2007) war ein deutscher Diplomat, der unter anderem zwischen 1990 und 1994 Botschafter in den Niederlanden war.

## Leben
Citron, Sohn von Fritz Citron und dessen Ehefrau Charlotte, geborene Furbach, absolvierte nach dem Abitur ein Studium an der Philosophischen Fakultät der Christian-Albrechts-Universität zu Kiel und legte dort 1954 seine Promotion zum Dr. phil. mit der Dissertation Die Bedeutung des Exils für die politische Dichtung Victor Hugos ab. Nach einer Tätigkeit zwischen 1955 und 1956 als Lektor für die deutsche Sprache an der École centrale des arts et manufactures in Châtenay-Malabry bei Paris war er von 1956 bis 1959 als Assistenzprofessor für deutschsprachige Literatur an der Universität Bologna tätig.
Im Anschluss trat Citron in den auswärtigen Dienst ein und fand nach Abschluss der Laufbahnprüfung für den höheren Dienst zunächst Verwendung in der Zentrale des Auswärtigen Amtes in Bonn sowie danach zwischen 1963 und 1966 als Konsul am Generalkonsulat in San Francisco. Nachdem er von 1966 bis 1968 Botschaftsrat für Kultur an der Botschaft in Indien war, fungierte er zwischen 1968 und 1972 als Ständiger Vertreter des Botschafters in Malaysia sowie nach seiner Rückkehr von 1972 bis 1974 als stellvertretender Leiter des Referats für die USA im Auswärtigen Amt. Anschließend war er zwischen 1974 und 1978 Leiter des Politischen Referats der Ständigen Vertretung bei der NATO in Brüssel sowie von 1978 bis 1982 Leiter des Referats für Nuklearwaffen und weltweite Abrüstungskontrolle, ehe er zwischen 1982 und 1984 stellvertretender Beauftragter der Bundesregierung für Fragen der Abrüstung und Rüstungskontrolle war.
Danach war Citron von 1984 bis 1988 Leiter der deutschen Delegation bei der Konferenz über Sicherheits- und Vertrauensbildende Maßnahmen und Abrüstung in Europa (KVAE), die im Rahmen der Konferenz über Sicherheit und Zusammenarbeit in Europa (KSZE) in Stockholm stattfand und ab November 1986 als 3. KSZE-Folgekonferenz in Wien fortgesetzt wurde. Er war zwischen 1988 und 1990 Leiter des Referats für Politische Grundsatzplanung und leitete als Ministerialdirektor den Planungsstab des Auswärtigen Amtes. Im Jahr 1990 löste er Otto von der Gablentz als Botschafter der Bundesrepublik Deutschland in den Niederlanden ab. Auf diesem Posten verblieb er bis zu seinem Eintritt in den Ruhestand 1994, woraufhin Wilhelm Haas seine dortige Nachfolge antrat. Während dieser Zeit war er 1994 auch noch kurzzeitig 1994 Sonderbotschafter für den Europäischen Stabilitätspakt. Nach seinem Ausscheiden aus dem auswärtigen Dienst engagierte er sich von 1994 bis 2003 als Mitglied des Vorstands der Deutschen Atlantischen Gesellschaft.
Aus seiner am 17. Juni 1961 mit Karin Bille Hansen geschlossenen Ehe gingen eine Tochter und ein Sohn hervor.

## Veröffentlichung
- Die Bedeutung des Exils für die politische Dichtung Victor Hugos, Dissertation Universität Kiel, 1954